# Жан Вальжан
Жан Вальжа́н (фр. Jean Valjean) (1769 - июнь 1833) — главный герой (протагонист) романа Виктора Гюго «Отверженные». Бывший каторжник, осуждённый на пять лет за кражу хлеба для семьи своей сестры и отбывший (с учётом последующих осуждений) в общей сложности девятнадцать лет. Жан Вальжан, а также неотступно следовавший за ним инспектор полиции Жавер, стали архетипичными персонажами мировой литературы. В романе Вальжан также известен как 24601, дядюшка Мадлен, 9430, Ультим Фошлеван, господин Леблан и Урбен Фабре.

## Образ в романе
Жан Вальжан родился в 1769 году в Фавроле, одной из провинций департамента Эна. Его родители умерли, когда он был ещё ребёнком, и его забрала к себе старшая сестра Жанна. Супруг Жанны умер в 1794 году, оставив её вместе с семью детьми. Нищета обступила эту несчастную семью со всех сторон. Зима 1795 года выдалась очень суровой. Семья осталась без хлеба. Жану Вальжану ничего не оставалось, как украсть буханку хлеба у местного булочника. Его приговорили к пяти годам каторги «за кражу со взломом ночью, в жилом доме» и отправили в Тулон, где он получил номер 24601. За четыре попытки побега, которые он предпринял в 1800 году (незадолго до фактического окончания своего заключения), 1802, 1806 и 1809 годах, ему в общей сложности добавили двенадцать лет, а также ещё два года за сопротивление при аресте после второго побега. Отбыв девятнадцать лет, он был освобождён, однако получил так называемый жёлтый паспорт с отметками, свидетельствующими о тюремном заключении его владельца. По закону, заключённые не могли выбирать себе место жительства, и Жан Вальжан был отправлен в Понтарлье.
Выйдя из тюрьмы, Вальжан стал изгоем из-за своего паспорта, который свидетельствовал о том, что он бывший преступник, хотя в то время сам Вальжан признавался, что годы в компании отъявленных преступников его самого сделали таковым. Единственным, кто отнёсся к нему как к добропорядочному человеку, стал епископ диньский Мириэль, встреча с которым меняет внутренний мир Жана Вальжана. Епископ не выдал бывшего острожника, когда тот украл из его дома фамильное серебро (подсвечники и ложки), и сказал полиции, что сам отдал его ему. После этого Жан Вальжан принял раскаяние, став честным и достойным человеком.
Избавившись от жёлтого паспорта, Жан Вальжан решает начать жизнь с чистого листа, и под чужим именем. В конце 1815 года в городе Монтрёй-сюр-Мер поселился какой-то неизвестный человек. С давних времен население города Монтрёя занималось изготовлением украшений из чёрного стекляруса. Промышленность эта плохо развивалась, так как материал был очень дорог; это понижало и заработную плату. Человек, внезапно появившийся в городе, предложил заменить камедь гуммилаком, а скрепки браслета делать из тонкой проволоки. Незначительное нововведение произвело целый переворот. Это был Жан Вальжан, назвавший себя дядей Мадленом. Уже на следующий год он открыл свою фабрику по производству «чёрного стекла», которая очень скоро становится главным предприятием города. Ещё одна встреча — встреча с умирающей Фантиной, которая раньше работала на его фабрике и была уволена по вине госпожи Виктюрньен, снова меняет жизнь Вальжана. После её смерти он берёт на себя роль отца юной Козетты, дочери Фантины. Забота о её судьбе в июне 1832 приводит Жана Вальжана на баррикаду Июньского восстания, вместе с революционерами из кружка «Друзья азбуки».
Противоположность Вальжана — негодяй и преступник Тенардье. Постоянный преследователь Жана Вальжана — инспектор Жавер. Преданный своему делу и талантливый полицейский Жавер, своего рода капитан Ахав в «Моби Дике» Германа Мелвилла — он одержим мыслью поймать Жана Вальжана и видит его исключительно опаснейшим преступником (даже несмотря на противостояние Вальжана с бандой «Петушиный час»). Несмотря на то, что Жан Вальжан — главный персонаж романа, он впервые появляется только во второй книге первой части.

## Прототипы
Прототипом Жана Вальжана считается Франсуа Видок — многократно побывавший в тюрьмах французский преступник, который после построил успешную карьеру в полиции и был широко известен своей общественной деятельностью и благотворительностью. Гюго сотрудничал с Видоком в работе над рассказом «Клод Ге» и повестью «Последний день приговорённого к смерти». В «Отверженных», в частности, из биографии Видока заимствован эпизод с корзиной/телегой: в 1828 году он спас одного из работников бумажной фабрики, подняв тяжёлую корзину на плечи. Жан Вальжан так же спасает одного из горожан, подняв на плечи телегу, которой его придавило.
Часто в качестве прототипа Вальжана называют реального каторжника Питера Морена, который в 1801 году и был приговорён к пяти годам тюремного заключения за кражу буханки хлеба.
Момент, когда Вальжан спасает матроса на «Орионе», основан на реальном случае, хотя Гюго не был его свидетелем. Гюго почти в точности записал письмо друга, изменив только концовку, где Вальжану удаётся совершить побег. Несколько моментов биографии персонажа написаны на основе собственного опыта писателя:
- В 1841 году Гюго спас проститутку от ареста за нападение, как и Жан Вальжан спас Фантину[4].
- 22 февраля 1846 года Гюго стал свидетелем ареста человека, который украл хлеб. Рассматривать это как источник вдохновения для биографии Вальжана и основы для романа нельзя (роман был начат за несколько лет до этого), однако исходя из дневниковой записи писателя можно судить, что сцена произвела на него неизгладимое впечатление[4].
- В декабре 1851 года на баррикадах сам Гюго присоединился к революционерам против Наполеона III, однако не взял в руки оружия, а помогал раненым.

Число, присвоенное Вальжану на каторге, — 24601 — может быть отсылкой к дню Св. Иоанна (24 июня).
Жан Вальжан родился в том же году, что и Наполеон Бонапарт, и годы его заключения приходятся на период становления власти Наполеона и Наполеоновские войны (1796—1815).
Студенческое восстание, в котором Вальжан принимает активное участие, основано на Июньском восстании 1832 года.

## Вальжан в экранизациях книги
Все экранизации книги носили одинаковое название — «Отверженные».
| Год экранизации | Режиссёр              | Исполнитель роли Жана Вальжана | Страна                        |
| --------------- | --------------------- | ------------------------------ | ----------------------------- |
| 1909            | Джеймс Стюарт Блэктон | Морис Костелло                 | США                           |
| 1913            | Альбер Капеллани      | Генри Клаусс                   | Франция                       |
| 1917            | Фрэнк Ллойд           | Уильям Фарнум                  | США                           |
| 1925            | Анри Фекур            | Габриэль Габрио                | Франция                       |
| 1934            | Раймон Бернар         | Гарри Бор                      | Франция                       |
| 1935            | Ричард Болеславский   | Фредерик Марч                  | США                           |
| 1948            | Риккардо Фреда        | Джино Черви                    | Италия                        |
| 1952            | Льюис Майлстоун       | Майкл Ренни                    | Италия                        |
| 1958            | Жан-Поль ле Шануа     | Жан Габен                      | ГДР, Франция, Италия          |
| 1972            | Марсель Блюваль       | Жорж Жере                      | Франция                       |
| 1974            | Антулио Хименес Понс  | Серхио Бустаманте              | Мексика                       |
| 1978            | Гленн Джордан         | Ричард Джордан                 | Великобритания                |
| 1982            | Робер Оссейн          | Лино Вентура                   | ФРГ, Франция                  |
| 1995            | Клод Лелуш            | Жан-Поль Бельмондо             | Франция                       |
| 1998            | Билле Аугуст          | Лиам Нисон                     | Великобритания, Германия, США |
| 2000            | Жозе Дайан            | Жерар Депардьё                 | Франция, Италия, Испания      |
| 2012            | Том Хупер             | Хью Джекман                    | Великобритания, США           |
| 2018            | Том Шенклэнд          | Доминик Уэст                   | Великобритания                |
| 2019            | Намики Митико         | Фудзиока Дин                   | Япония                        |